# Episodi di Sulle tracce del crimine (quarta stagione)
| nº | Titolo originale    | Titolo italiano          | Prima TV Francia  | Prima TV Italia   |
| -- | ------------------- | ------------------------ | ----------------- | ----------------- |
| 1  | Tourner la page     | Voltare pagina           | 10 settembre 2009 | 14 giugno 2012    |
| 2  | Mea culpa           | Bagno di sangue          | 10 settembre 2009 | 1º settembre 2011 |
| 3  | Bain de minuit      | Bagno di mezzanotte      | 17 settembre 2009 | 1º settembre 2011 |
| 4  | Ennemis intimes     | Nemici intimi            | 17 settembre 2009 | 7 giugno 2012     |
| 5  | L'enfance de l'art  | Un genio artistico       | 24 settembre 2009 | 14 giugno 2012    |
| 6  | Les liens du sang   | Legami di sangue         | 24 settembre 2009 | 7 giugno 2012     |
| 7  | Morsures secrètes   | Ombre dal passato        | 1º ottobre 2009   | 21 giugno 2012    |
| 8  | Ciel de plomb       | Cielo di piombo          | 1º ottobre 2009   | 21 giugno 2012    |
| 9  | Le haras            | Il circolo ippico        | 25 febbraio 2010  | 28 giugno 2012    |
| 10 | Randonnée mortelle  | Una gita mortale         | 25 febbraio 2010  | 28 giugno 2012    |
| 11 | Prise d'otages      | La cattura degli ostaggi | 4 marzo 2010      | 5 luglio 2012     |
| 12 | Millésime meurtrier | Annata assassina         | 4 marzo 2010      | 5 luglio 2012     |
| 13 | Les chasseurs       | I cacciatori             | 11 marzo 2010     | 12 luglio 2012    |
| 14 | Le substitut        | Il sostituto procuratore | 11 marzo 2010     | 12 luglio 2012    |

## Bagno di sangue
- Titolo originale:
- Diretto da:
- Scritto da:

### Trama
- Guest star:

## Bagno di mezzanotte
- Titolo originale:
- Diretto da:
- Scritto da:

### Trama
- Guest star:

## Nemici intimi
- Titolo originale:
- Diretto da:
- Scritto da:

### Trama
- Guest star:

## Legami di sangue
- Titolo originale:
- Diretto da:
- Scritto da:

### Trama
- Guest star: